# Atún y chocolate
Atún y chocolate és una pel·lícula produïda a Espanya, dirigida per Pablo Carbonell el 2004, i protagonitzada per Antonio Dechent, María Barranco, Rosario Pardo, Cesáreo Estébanez, Pablo Carbonell i Andrés Rivera. El 2005 fou nominada al Goya a la millor cançó original per Javier Ruibal amb "Atunes en el paraíso. "L'escola a la qual van els nens es diu Escola Pública Javier Krahe en honor del cantautor, amic personal del director de la pel·lícula.

## Argument[1]
Tres pescadors de Barbate, Manuel (Pablo Carbonell), un home bo al que anomenen "Nedant amb Chocos"; el Gossa (Pedro Reyes), el seu amic fidel, i El Cherif (Antonio Dechent), un pària iracund i orgullós, intenten sobreviure com poden malgrat la crisi pesquera que viu la costa de Cadsi. Un dia Manolín (Andrés Rivera), el fill de Manuel, arriba a casa amb un problema més: vol fer la primera comunió. Una cosa que provocarà més d'una sorpresa. Primer perquè no està batejat i segon perquè els seus pares ni tan sols estan casats. Contagiats per la il·lusió del seu fill, María i Manuel decideixen ordenar la seva vida i casar-se. María ho organitza tot: arregla amb el singular capellà del poble (Paco Vegara) perquè oficiï la cerimònia, busca els vestits, convida els veïns: Però clar, no hi ha casament sense convit. I això costa diners. Com aconseguir-ho? D'això s'encarregarà Manuel, que farà el que sigui perquè la seva família sigui feliç, fins i tot la impossible tasca de robar una tonyina destinada als japonesos. Un acte d'amor del qual seran còmplices tots els amics del poble.

## Repartiment
- Pablo Carbonell: 	Manuel
- María Barranco:	María
- Pedro Reyes:	El Perra
- Antonio Dechent: 	El Cherif
- Andrés Rivera: 	Manolín
- Rosario Pardo: 	Juani
- María Alfonsa Rosso: 	Doña María
- Cesáreo Estébanez: 	Don Paco
- Esther Arroyo: 	Suripanta 1
- Begoña Labrada: 	Suripanta 2
- Paco Vegara: 	Cura
- “Biri” Mohamed Abbelatin: 	Omar
- José Francisco 'Chuna' Jiménez: 	Paco "El Tarugo"
- Francisco Javier 'Curro' Bonilla: 	El Pijama
- Enrique Martín: 	El Largo